# Campo Staffi
Campo Staffi è una località turistica montana, estiva ed invernale, della provincia di Frosinone, nel Lazio, all'interno del territorio del comune di Filettino, al confine con l'Abruzzo a est. È posta a circa 1.750 m s.l.m. nei Monti Simbruini,  sotto la vetta del Monte Anticontento, appena sotto i 2.000 metri di altitudine. 

## Descrizione

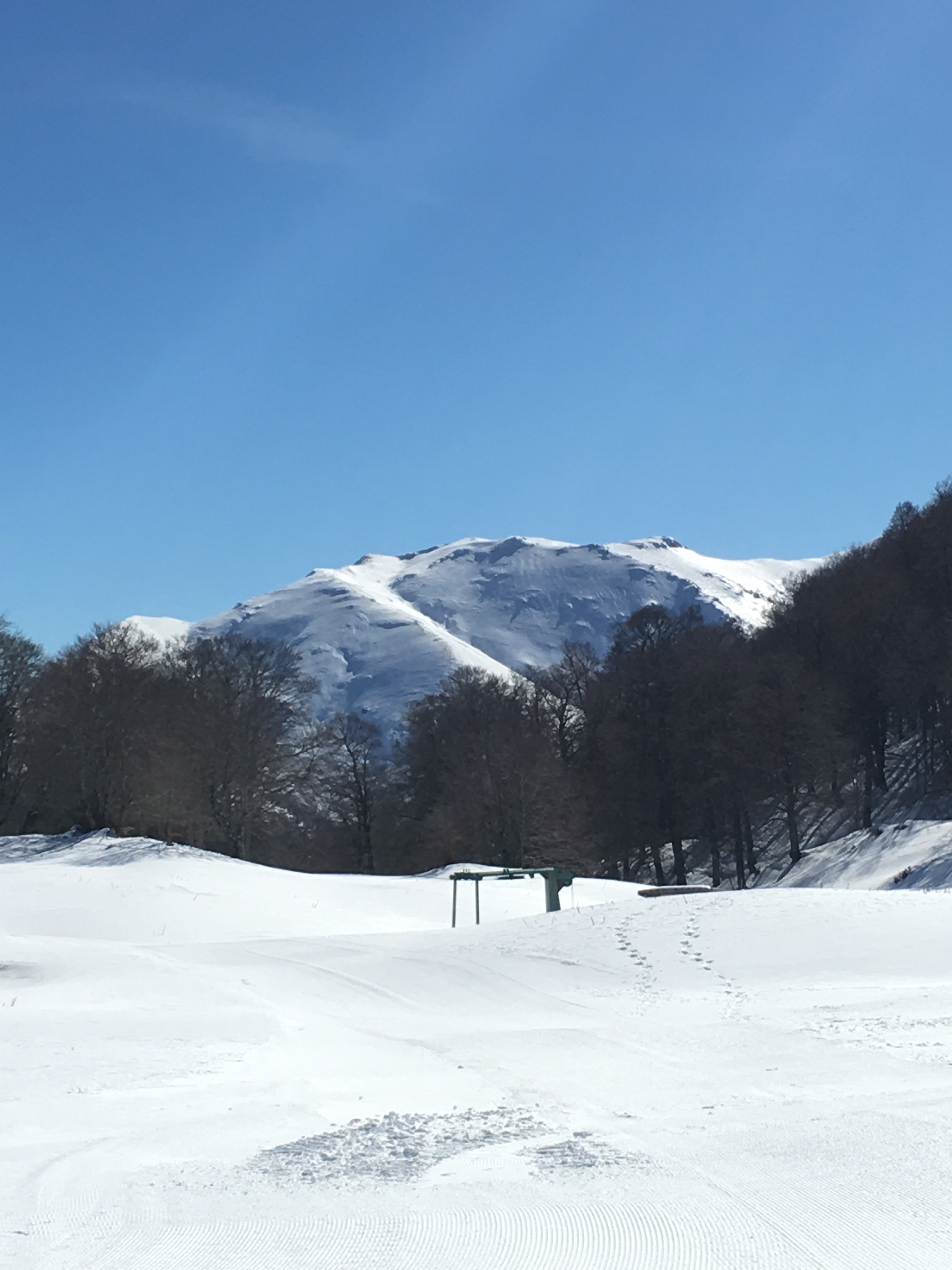
Monte Viglio visto dalle piste di Campo Staffi.

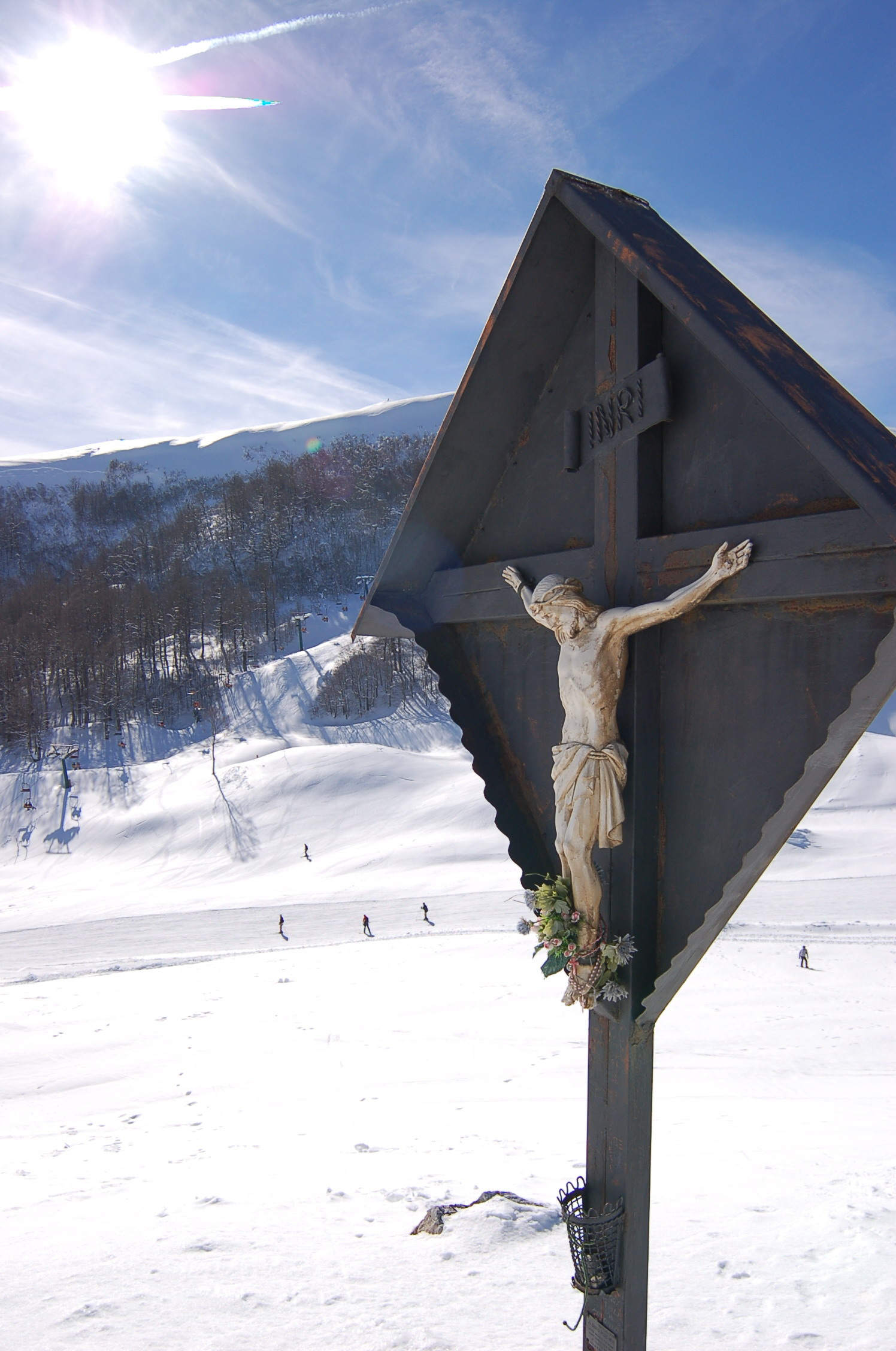
Piste da sci a Campo Staffi.

Tra le zone più nevose dell'Appennino centrale esposta alle correnti umide occidentali, è sede di una stazione sciistica con diversi impianti di risalita e piste da sci, risultando molto frequentata durante il periodo invernale dagli abitanti del frusinate assieme alla vicina Campocatino posta nel territorio del comune di Guarcino. Oltre allo sci alpino, numerose sono le possibilità di escursionismo e alpinismo estivo ed invernale (sci di fondo, sci escursionismo, scialpinismo) sui monti circostanti fino al Monte Viglio (2.156 m s.l.m.), i Monti Ernici a sud e i Monti Simbruini a nord. Vi si accede sia dal versante laziale salendo per Filettino attraverso una lunga salita (sulla strada che raggiunge il passo Serra Sant'Antonio), sia dal versante abruzzese di Capistrello, oltre l'altopiano della Renga e il punto panoramico del Nido delle Aquile (1.600 m s.l.m.).